# Ђорђе Перишић
Ђорђе Перишић (Котор, 6. мај 1941) бивши је ватерполо репрезентативац Југославије, дипломирани правник.

## Биографија
Рођен је 6. маја 1941. године у Котору, где је завршио основну школу, а гимназију и Правни факултет завршио је у Београду. Пливањем је почео да се бави 1952. у ПК Приморац из Котора, а од 1960. до 1976. пливао је и играо ватерполо у пливачком и ватерполо клубу Партизан из Београда. Као пливач, од 1959. до 1963. године освајао је титуле првака Југославије у дисциплинама 100 и 200 м прсно. Репрезентативац Југославије у пливању био је 66 пута, а између осталог био је и учесник Олимпијских игара у Риму 1960. године, Универзијаде у Софији 1961. и Медитеранских игара у Напуљу 1963. године.
За ватерполо клуб Партизан од 1963 до 1976. године одиграо је више од 500 утакмица. Освојио је 11 титула првака Југославије, шест титула победника зимских првенстава Југославије, четири титуле победника Купа Југославије и шест титула клупског првака Европе - Куп европских шампиона у којем је у 12 учешћа осам пута играо у финалу.
Као члан ватерполо репрезентације Југославије од 1965. до 1973. године одиграо је 152 утакмице. Освајач је златних медаља на Медитеранским играма 1967. у Тунису и Олимпијским играма 1968. у Мексику, као и бронзаних медаља на Првенству Европе 1966. у Утрехту и Првенству света 1973. у Београду.
- Цео радни век провео је у спорту и туризму.
- Као туристички радник на радним местима од млађег комерцијалисте до комерцијалног директора био је запослен у „Генералтуристу“, „Центротуристу“, „Инексу“ и „Унис-турсу“.
- По завршетку такмичарске каријере остао је у спорту.
- Од 1977. до 1984. године био је секретар Председништва (генерални секретар) Савеза за физичку културу Југославије (СФКЈ),
- Од 1984. до 1988. године био је генерални секретар Ватерполо савеза Југославије (ВСЈ) и у том периоду ватерполо репрезентација Југославије освојила је златне медаље на Олимпијским играма 1984. у Лос Анђелесу и 1988. године у Сеулу и Првенству света 1986. године у Мадриду, као и сребрну медаљу на Шампионату Европе 1985. године у Софији,
- Од 1989. до 1993. године био је члан Председништва Југословенског олимпијског комитета (ЈОК),
- Од новембра 1991. до септембра 1992. године био је председник ватерполо Савеза Југославије,
- Од јула 1992. до марта 1993. године био је министар спорта у Влади Савезне Републике Југославије,
- Од јула 1993. до новембра 2000. године - до одласка у пензију био је генерални секретар ЈОК-а,
- Од 1995. до 2001. године био је члан Комисије Асоцијације европских олимпијских комитета за Олимпијске дане младих Европе (ЕЗОД),
- Од 2002. до 2003. године био је члан Председништва и потпредседник ЈОК-а,
- Од 2001. до 2005. године био је председник Скупштине ВК Партизан, а од 2005. до 2009. године члан Управног одбора,
- Од 2002. до 2006. године био је потпредседник Југословенског спортског друштва Партизан,
- Од 2005. до 2009. године био је члан Техничке комисије Међународног комитета медитеранских игара (МКМИ),
- Од 2005. године је члан Комитета одитора Европских олимпијских комитета (ЕОК),
- Од новембра 2009. године је председник Међународне комисије Ватерполо савеза Србије (ВСС),
- Добитник је: Октобарске награде града Београда, Мајске награде СОФК Србије, Ордена рада са златним венцем СФРЈ и Ордена Међународног олимпијског комитета.
- Написао је књигу „Наши олимпијци од Стокхолма до Солт Лејк Ситија“.
- Иницијатор је идеје и аутор пројекта за доделу сталних новчаних надокнада спортистима освајачима медаља на Олимпијским играма.